# روبرت خسینک
روبرت خسینک (هلندی: Robert Gesink؛ زادهٔ ۳۱ مهٔ ۱۹۸۶) دوچرخه‌سوار اهل هلند است.
از باشگاه‌هایی که در آن رکاب زده‌است می‌توان به تیم لوتوان‌ال–یومبو و تیم دوچرخه‌سواری رابوبانک دولوپمنت اشاره کرد.